# Partidul Popular și al Protecției Sociale
Partidul Popular și al Protecției Sociale (P.P.P.S.), fost Partidul Pensionarilor și al Protecției Sociale, este un partid politic din România. Orientarea partidului este una de centru-dreapta, cu tendințe de stânga dar și de mijloc.